# تريفور غاريت
تريفور غاريت (31 مايو 1993 - ) (بالإنجليزية: Trevor Garrett)‏ هو لاعب كريكت نيوزلندي.

## وصلات خارجية
- تريفور غاريت على موقع إي آس بي آن كريك إنفو (الإنجليزية)